# D́
D́ (minuskule d́) je speciální písmeno latinky. Nazývá se D s čárkou. Vyskytuje se ve võruštině, avšak velmi zřídka a není součástí abecedy tohoto jazyka. Čte se jako palatalizované D (dʲ). Taktéž se vyskytuje v přepisu komijštiny a do roku 1939 i jakutštiny a taktéž v přepisu písma kharóšthí, kde ho značí znak 𐨜. V komijské cyrilici ho značí písmeno Ԃ a v jakutské cyrilici ho značilo písmeno Џ. V Unicode je majuskulní tvar sekvence <U+0044, U+0301> a minuskulní <U+0064, U+0301>.